# Can Joanet Ferran i Can Carbonell
Can Joanet Ferran i Can Carbonell és una obra de Sant Vicenç de Montalt (Maresme) inclosa a l'Inventari del Patrimoni Arquitectònic de Catalunya.

## Descripció
Dues ampliacions neoclàssiques a la part posterior marquen el desenvolupament de les edificacions originals. El paisatge urbà del barri antic, s'han anat enriquint i configurant amb aquestes aportacions del segle xix, que s'acoblen perfectament amb la tipologia arquitectònica anterior.